# Interregnul otoman
Interregnul otoman (20 iulie 1402 – 5 iulie 1413) (cunoscut și ca  Triumviratul otoman; în limba turcă: Fetret Devri) a început după înfrângerea armatelor otomane conduse de sultanul Baiazid I în Bătălia de la Ankara  de către împăratul mongol Timur Lenk (Tamerlan). Deși fiul lui Baiazid Mehmed Çelebi a fost confirmat ca sultan de către Timur, frații lui au refuzat să-i recunoască autoritatea. Neînțelegerile dintre cei fii ai lui Baiazid au avut ca rezultat izbucnirea războiului civil. Interregnul a durat până pe 5 iulie 1413, când Mehmed Çelebi a ieșit învingător și a devenit sultanul Mehmed I, monarh asupra unui imperiu unit. 

## Războiul civil
După moartea lui Baiazid în 1403 a izbucnit un război civil între fii fostului sultan. Fiul cel mai în vârstă, Suleyman, și-a stabilit capitala la Adrianopole, domnind asupra Bulgariei, Traciei și nordului Greciei. Cel de al doilea fiu, İsa Çelebi, și-a stabilit capitala la  Bursa după retragerea lui Timur Lenk din Asia Mică. Mehmed, cel mai tânăr dintre cei trei fii, a pus bazele unui regat cu capitala la Amasya. Războiul civil a izbucnit între Mehmed și İsa, cel dintâi reușind într-un final să cucerească Bursa din mâinile fratelui său. 
Süleyman a traversat cu forțele sale în Asia Mică. La început acțiunile sale au fost încununate de succes, el reușind să cucerească Bursa și Ankara în 1404. Între timp, ultimul fiu supraviețuitor al lui Baiazid, Mûsa, care fusese luat prizonier în  bătălia de la Ankara din 1402 și fusese eliberat un an mai târziu, s-a alăturat fratelui său mai mare, Mehmeds în luptele împotriva lui Suleyman din Anatolia. 
Mûsa l-a convins pe Mehmed să-i permită să traverseze  Marea Neagră și să debarce în  Tracia cu o mică forță militară, pentru ca să atace teritoriile aflate sub controlul lui Suleyman. Această manevră l-a făcut pe Suleyman să se reîntoarcă în Tracia. În luptele care au urmat, sorții izbânzii au trecut de la un frate la altul. Dacă la început Suleyman a fost în avantaj după ce a ieșit învingător în bătălia de la Kosmidion (1410), el a fost trădat în 1411 de armata sa, care a trecut de partea lui Mûsa la Edirne. Suleyman a fost executat la ordinele fratelui său învingător. Mûsa  a devenit liderul de necontestat al posesiunilor otomane din Balcani.

## Războiul împotriva bizantinilor
Bazileul Manuel al II-lea Paleologul fusese aliatul lui Suleiman. Din acest motiv, Mûsa l-a atacat și a asediat capitala bizantină. Manuel i-a cerut ajutorul lui Mehmed, iar otomanii anatolieni au venit în apărarea Constantinopolului. Ajutorul lui Mehmed a fost de scurtă durată, pentru că el a fost obligat să se retragă în Asia Mică, pentru ca să înăbușe o serie de revolte izbucnite in teritoriile pe care le controla. El s-a reîntors în Tracia după ce i-a învins pe rebeli și s-a aliat cu despotul Serbiei Ștefan Lazarevici împotriva lui Mûsa. 
Armatele celor doi frați s-au ciocnit pe câmpia Chamurli (Samokov, Bulgaria), în apropierea frontierei sudice a Serbiei.  Hassan, Hassan, aga ienicerilor lui Mehmed, a încercat să-și determine subordonații să-și trădeze comandantul. În timpul atacului care a urmat, Mûsa a fost rănit. În ciuda comportării bune în luptă a otomanilor din Rumelia, bătălia a fost câștigată în cele din urmă de Mehmed și aliații săi. În cele din urmă, Mûsa a fost ucis în luptă. 
În acest moment, Mehmed rămăsese singurul fiu supraviețuitor al fostului sultan Baiazid, și s-a proclamat sultan cu numele de Mehmed I.